# 临沧地区
临沧地区是云南省已撤销的地区，地区行政公署驻临沧县，1970年由临沧专区更名而来，2003年撤销改设地级临沧市。

## 行政区划
下列为各年末临沧地区行政区划的列表，区划调整以批准时间为准
- 1970年

临沧县、镇康县、永德县、凤庆县、云县、双江县、沧源佤族自治县、耿马傣族佤族自治县
- 1985年：双江县改为双江拉祜族佤族布朗族傣族自治县

临沧县、镇康县、永德县、凤庆县、云县、双江拉祜族佤族布朗族傣族自治县、沧源佤族自治县、耿马傣族佤族自治县